# جبريل إبراهام
جبريل إبراهام (بالرومانية: Gabriel Abraham)‏ (22 مارس 1991 بغالاتس في رومانيا - ) هو لاعب كرة قدم روماني في مركز حراسة المرمى. شارك مع منتخب رومانيا تحت 19 سنة لكرة القدم. أما مع النوادي، فقد لعب مع دينامو بوخارست ونادي أوتسيلول غالاتسي ونادي تارغو موريش.

## وصلات خارجية
- جبريل إبراهام على موقع قاعدة بيانات كرة القدم.إي يو (الإنجليزية)
- جبريل إبراهام على موقع Soccerway.com (الإنجليزية)